# Mussaenda longituba
Mussaenda longituba är en måreväxtart som beskrevs av Theodoric Valeton. Mussaenda longituba ingår i släktet Mussaenda och familjen måreväxter. Inga underarter finns listade i Catalogue of Life.